# Das kleine Vergnügen
Das kleine Vergnügen (auch: Shop of Little Pleasures) ist ein österreichischer Spielfilm von Julia Frick aus dem Jahr 2017 mit Petra Kleinert in der Hauptrolle. Die Filmkomödie wurde 2017 auf dem LA Femme International Film Festival in Los Angeles als bester ausländischer Film ausgezeichnet, am Sydney Indie Film Festival 2017 erhielt Waltraut Haas eine Auszeichnung für die beste weibliche Nebenrolle. In Österreich wurde der Film im März 2018 beim Filmfestival FrauenFilmTage Wien gezeigt. Der Kinostart erfolgte in Österreich am 12. Oktober 2018.

## Handlung
Emma ist eine verheiratete Frau und Mutter von Lukas und Mirella. Sie hat ein Haus mit Garten und steht mit beiden Beinen im Leben. Alles scheint in bester Ordnung, bis sie ihr Mann betrügt. Es droht die Scheidung, die auch die wirtschaftliche Existenz von Emma gefährdet. Sie begibt sich auf Jobsuche, dabei trifft sie auf Charlie, den Betreiber eines Sexshops, der dringend eine Geschäftsführerin sucht. Das Produktangebot das Emma dort vorfindet, entspricht allerdings nicht ihren Vorstellungen, sie kann mit den Produkten nicht viel anfangen und beginnt daher das Geschäft umzugestalten zu einer Erotikboutique für Frauen und alle, die Frauen lieben.
Durch ihr Engagement gewinnt sie bald neue Kundinnen und Bekanntschaften, außerdem erlangt sie neue Erkenntnisse über ihre Vorstellungen von Sexualität. Sie kommt zum Schluss, dass die herkömmlichen Vorstellungen überholt sind und beginnt ihre eigenen Bedürfnisse zu erforschen. Emmas konservativen Mutter missfällt dieser Wandel, auch von Kindern wird sie kritisch beobachtet. Emma lässt sich aber nichts mehr vorschreiben. Unterstützung erhält sie von ihren neuen Bekanntschaften aus ihren geschäftlichen Aktivitäten. Und auch ihr Ex beginnt nun wieder sich für sie zu interessieren.

## Produktion

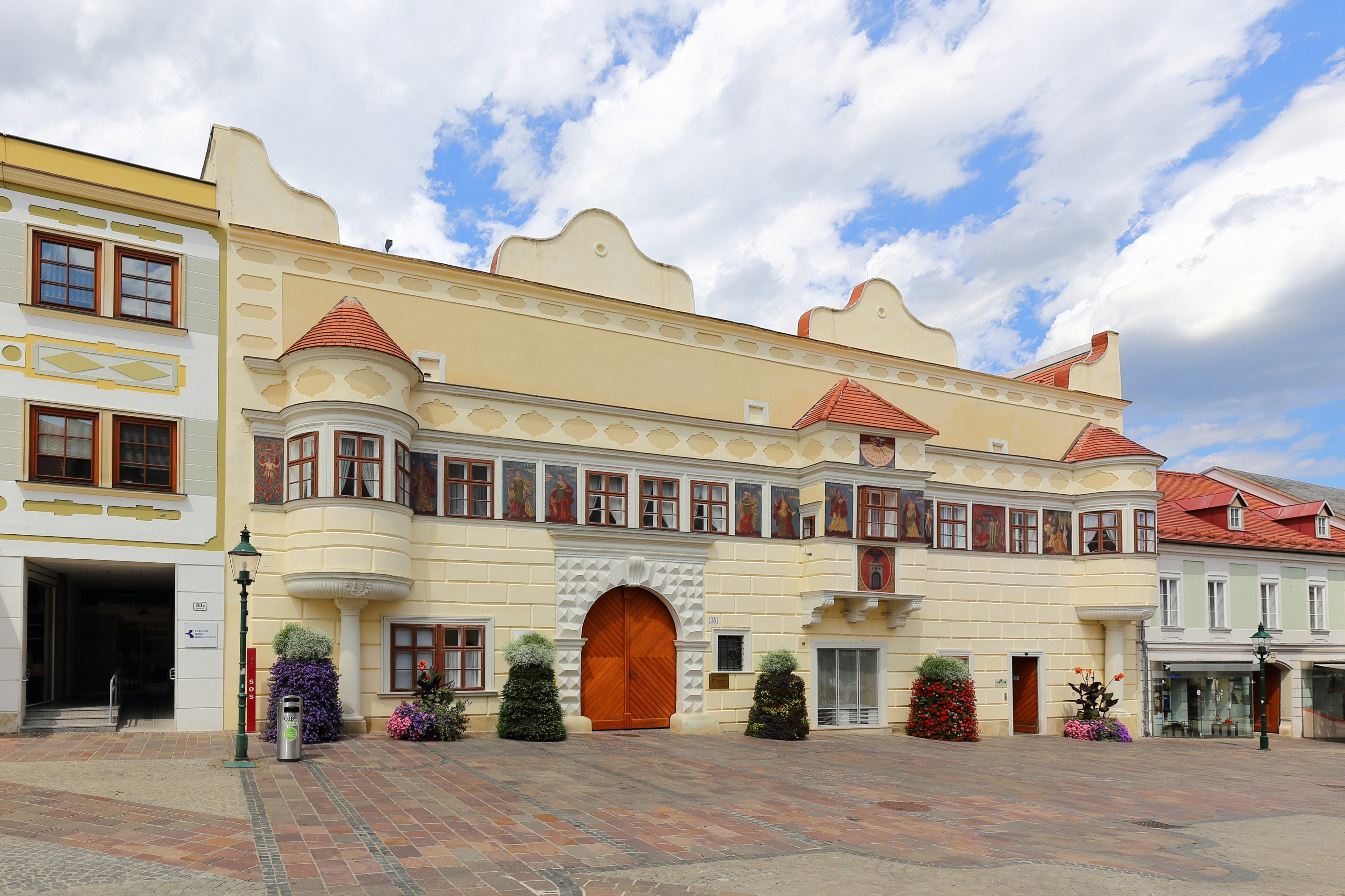
Einer der Drehorte: das Rathaus Eisenstadt

Die Dreharbeiten fanden im Sommer 2016 in Eisenstadt, Leopoldsdorf und Wien statt. Drehort war unter anderem das Rathaus Eisenstadt. Produziert wurde der Film von der Viennatainment – V.E.G. Julia Frick OG. Für den Ton zeichnete Roland Winkler verantwortlich, für das Kostümbild Veronika Susanna Harb, für das Szenenbild Fritz Müller und für das Maskenbild Uschi Braun.

## Rezeption
Barbara Petsch bezeichnete Das kleine Vergnügen in der Tageszeitung Die Presse als charmanten, einfühlsamen und lustigen Film über die wichtigste Sache der Welt, wobei die Grundidee nicht ganz neu sei und an Die Herbstzeitlosen (2006) erinnern würde. Der Film sei „trotz seines heiklen Themas, dem reißenden Absatz, den Sexspielzeug findet, geschmackvoll gestaltet und großartig besetzt“.

## Auszeichnungen und Nominierungen
- 2017: LA Femme International Film Festival – „Best Foreign Film“[1]
- 2017: Sydney Indie Film Festival – „Best Female Support“ (Waltraut Haas)[1]
- 2018: Internationales Filmfest Emden-Norderney – Nominierung für den NDR Filmpreis für den Nachwuchs[4]